# عصر روز دهم
عصر روز دهم فیلمی به کارگردانی و نویسندگی مجتبی راعی محصول سال ۱۳۸۷ است.

## خلاصه فیلم
دكتر مريم شيرازی با گروهی از پزشكان هلال احمر برای كمك به مردم عراق عازم اين كشور می‌شود و تصميم به جستجو برای يافتن خواهر گمشده اش می‌گيرد.

## بازیگران
- هانیه توسلی
- احمد مهران‌فر
- آفرین عبیسی
- سلیمه رنگزن
- عبدالرضا الطائی
- زهره حمیدی
- جواد عاقبت‌بین
- عطاءالله مرادی
- آرش اسبقی